# Länsväg 230
Länsväg 230 går mellan Eskilstuna/E20 - Stora Sundby (Alberga)/riksväg 56.
Den går inom Eskilstuna kommun i Södermanlands län.
Vägen utgör huvudförbindelsen söderut från Eskilstuna mot Norrköping och E4. Trafikmängden och andelen tung trafik står inte i proportion till vägstandarden, utom på korta delsträckor.
En ombyggnad av sträckan mellan Alberga och länsväg 214 planeras.
Den ansluter till:
- Riksväg 56
- E20
- Länsväg 214